# هيثر كوري
هيثر كوري (بالإنجليزية: Heather Corrie)‏ هي راكبة الكنو أمريكية، ولدت في 27 يوليو 1971 في مانشستر في المملكة المتحدة.

## وصلات خارجية
- هيثر كوري على موقع أوليمبيديا (الإنجليزية)